# Neide (voleibolista)
Claudinere Bento Sabino (União dos Palmares, 16 de março de 1986) é uma voleibolista brasileira praticante da modalidade de vôlei de praia e que foi ex-voleibolista  indoor.Representando a Seleção Brasileira de Vôlei de Praia obteve a medalha de ouro nos Jogos Sul-Americanos de Praia de 2011 no Equador.

## Carreira
A trajetória com a modalidade do voleibol iniciou quando tinha 15 anos de idade, isto se deu no voleibol indoor por quatro anos, destes atuou por três anos no CRB na capital alagoana, transferindo-se na sequência para o voleibol francês, onde permaneceu por nove meses chegando a atuar pelo  Chatelaillon-Plage Volley-Ball e regressando ao Brasil passou a dedicar-se ao vôlei de praia.
Ao lado de Cida Lisboa disputou a etapa de Aracaju pelo Circuito Brasileiro Challenger de 2008 e a etapa de Palmas pelo mesmo circuito.
Na temporada de 2007 competia ao lado de  Naiara Capra  no torneio qualifying das etapas de Campo Grande, Porto Alegre, Londrina, Juiz de Fora, Santos, àlas, São Luís e Aracaju. Disputando o torneio principal na etapa de Salvador ao lado de Aline de Jesus finalizando na décima oitava posição, com esta atleta disputou i qualifying de Vila Velha e Cabo Frio, juntas finalizaram na décima nona posição nas etapas de Maceió e João Pessoa.
Na temporada de 2008 Ivanise de Jesus disputou o qualifying das etapas de Xangri-lá, Florianópolis e Campo Grande, COM Carla Lira  disputou a qualificação na etapa de Vila Velha; voltou atuar com Aline na qualificação em Brasília, já com Carol Horta terminou na décima nona posição em Cáceres, competiram na qualificação na etapa de São Paulo, finalizaram na décima terceira colocação em Teresina.Com Cida Lisboa jogou nas etapas de Palmas e Aracaju.Já ao lado de Nina Vieira chegou ao torneio principal na etapa de Maceió, terminando na décima terceira posição, mesmo posto obtido em Recife, Fortaleza.
Em 2008 formou dupla com Bárbara Seixas  finalizaram na quarta posição na etapa de João Pessoa.
Com Bárbara Seixas esteve em 2009  até a etapa de São José dos Campos do Circuito Brasileiro de Vôlei de Praia ocupavam no ranking de duplas a nona posição geral  ano que obteve a classificação direta para o torneio principal do referido circuito, sem disputar o qualifying, disputaram as etapas de Belém e Recife, alcançaram nono lugar ne etapa de Balneário Camboriú , Santa Maria, Curitiba, e o décimo terceiro posto em São José dos Campos, também disputou a etapa de Maceió pelo circuito da temporada de 2009.
Ao lado de Bárbara Seixas também atuou nas etapas do Circuito Mundial de Vôlei de Praia de 2009, obtendo os títulos na etapa Challenger do Chipre e na etapa Satélite de Laredo, além da décima sétima posição em Haia e eliminadas no Aberto de Brasília. Ao lado de Bárbara Seixas disputou em 2009  o Circuito Alemão de Vôlei de Praia (Smart Beach Tour), alcançando o quinto lugar na etapa de Usedom, foram campeãs na etapa de Fehmarn.
Em 2010 jogou ao lado de Érica Freitas no mesmo circuito, alcançando os nonos lugares nas etapas de Caxias do Sul, além do quarto lugar na etapa de Balneário Camboriú e  obtiveram o décimo terceiro lugar na etapa de Uberaba, o nono lugar em Goiânia e Campo Grande.Na jornada de 2011 jogou com Naiana Rodrigues competiram em Curitiba e finalizaram na nona posição em Guarujá Santa Maria, formou dupla também com Thatiana Soares para a etapa de Aracaju, já em Recife jogou com Talita Antunes, em João Pessoa com Ângela Lavalle.
Com Rebecca Cavalcante conquistou o título da etapa de Fortaleza pelo Circuito Estadual Regional Banco do Brasil e da etapa de Pernambuco Gaibu, no litoral sul.Em 2011 representou o país ao lado de Rebecca Cavalcante  na edição dos Jogos Sul-Americanos de Praia sediado em Manta, Equador, e foram medalhistas de ouro invictas.
Com Rebecca Cavalcante disputou a etapa da Praia de Agua Dulce, em Lima no Peru, pelo Circuito Sul-Americano de Vôlei de Praia de 2011-12 conquistando a medalha de ouro e com Carol Horta alcançou o terceiro lugar na etapa de Limoneiro, Brasil, pelo Circuito Sul-Americano de Vôlei de Praia 2011-12.
Ainda em 2012 disputou com Rebecca Cavalcante o Circuito Banco do Brasil Challenger, e na etapa de São Luís ficaram com o terceiro lugar e com Vanilda Leão foi vice-campeã na etapa de Maceió. Ao lado de Rebecca Cavalcante foi campeã das etapas de Maceió pelo Circuito Estadual Brasileiro Regional, de Natal e Fortaleza; juntas comperitam também na etapa de João Pessoa pelo Circuito Estadual Brasileiro Nacional de Vôlei de Praia referente à temporada 2012-13 e foram campeãs desta, obtiveram os títulos em Fortaleza.
Já pelo Circuito Brasileiro de Vôlei de Praia Nacional 2012-13 jogou com Ângela Lavalle sagrando-se campeãs da etapa de Goiás, de Belo Horizonte. Na temporada 2012-13 voltou a jogar com Ângela Lavalle  no Circuito Brasileiro Open correspondente e na etapa de Cuiabá terminaram na nona posição, mesmo posto obtido em Curitiba, em João Pessoa e Maceió, em quinto lugar em Goiânia, no Rio de Janeiro e em Brasília; os melhores resultados foram o terceiro lugar na etapa de Belo Horizonte, quarto lugar em Campinas e o vice-campeonato  na etapa de Fortaleza,  na classificação geral deste circuito finalizou na quarta posição.
Em 2013 foi vice-campeã da etapa de Sobral pelo Circuito Sul-Americano 2012-13 atuando com Carol Horta. Na temporada de 2013-14 do Circuito Brasileiro de Vôlei de Praia Nacional jogou com Carol Horta na conquista da etapa de Campinas, de São José.
Formou dupla com Rebecca Cavalcante para as etapas do Circuito Challenger Banco do Brasil de 2013, sagrando-se vice-campeãs na etapa de Teresina e o bronze na etapa de Aracaju e com Carol Horta venceu a etapa de Teresina pelo Circuito Banco do Brasil Regional 2013.
Com Carl Horta ficou na nona posição na etapa de Bauru pelo Circuito Brasileiro Challenger de 2014 e foram campeãs da edição do Superpraia B de 2014 realizado na cidade de Salvador.
E a mesma  formação de dupla  anterior, representou o Brasil na etapa de Macaé pelo Circuito Sul-Americano de 2014, também foram medalhistas de bronze nas etapas de Montevidéu e Cochabamba e foi nesta temporada que ficou inativa para ser mãe.
Nasceu seu filho Samuelfruto do relacionamento com com o voleibolista Wadson Mendes e  remota parceria com Rebecca Cavalcante na temporada 2015 epara as etapas do Circuito Banco do Brasil Challenger, sendo que alcançaram o vice-campeonato na etapa de Cabo Frio. No Circuito Brasileiro Open 2015-16 foram vice-campeãs na etapa de Natal; também foram vice-campeãs na etapa de Brasília do Circuito Banco do Brasil Nacional 2015-16.
Continuou atuando com Rebecca nas etapas do Circuito Challenger Banco do Brasil de 2016, sendo campeãs na etapa de João Pessoa, e obtiveram a nona posição na etapa de Jaboatão dos Guararapes e finalizaram na oitava posição geral no circuito.
Novamente com Rebecca Cavalcante disputou o Aberto de Vitória  pelo Circuito Mundial de 2016 e finalizaram na vigésima quinta colocação e juntas ainda em 2016 foram campeãs da sétima etapa do Circuito Sul-Americano de Vôlei de Praia 2015-16 realizada em Asunción, no Paraguai.
Pelo Circuito Brasileiro Open de 2016-17 disputou a etapa de Campo Grande ao lado de Ângela Lavalle e finalizaram na nona posição, mesma colocação obtida na etapa de Brasília e juntas terminaram na décima terceira posição em Uberlândia, depois terminou em novo lugar com Andrezza Rtvelo na etapa de Curitiba e também na etapa de São José sagrando-se campeã, mesma colocação obtida ao lado de Érica Freitas na etapa de João Pessoa e com esta atleta finalizou na déwcima terceira posição nas etapas de Maceió e de Vitória.
No Circuito Banco do Brasil Nacional 2016-17 conquistou o vice-campeonato na etapa de Aracaju  com Érica Freitas e com esta jogadora finalizou em décimo primeiro lugar no Superpraia A de 2017, este realizado em Niterói.
No Circuito Challenger de 2017 competiu ao lado de Luiza Amélia na etapa de Maringá na quinta colocação.

## Títulos e resultados
- Etapa Satélite de Laredo do Circuito Mundial:2009[9]
- Etapa Challenger do Chipre do Circuito Mundial:2009[9]
- Etapa de Assunción do Circuito Sul-Americano de Vôlei de Praia:2015-16[58]
- Etapa de Macaé do Circuito Sul-Americano de Vôlei de Praia:2014[48]
- Etapa de Lima do Circuito Sul-Americano de Vôlei de Praia:2011-12[17]
- Etapa de Sobral do Circuito Sul-Americano de Vôlei de Praia:2012-13[40]
- Etapa de Cochabamba do Circuito Sul-Americano de Vôlei de Praia:2014[50]
- Etapa de Montevidéu do Circuito Sul-Americano de Vôlei de Praia:2014[49]
- Etapa de Limoeiro do Circuito Sul-Americano de Vôlei de Praia:2011-12[18]
- Etapa de Natal do Circuito Brasileiro de Vôlei de Praia-Open:2015-16[53]
- Circuito Brasileiro de Vôlei de Praia:2012-13[39]
- Etapa de Fortaleza do Circuito Brasileiro de Vôlei de Praia- Open:2012-13[38]
- Etapa de Belo Horizonte do Circuito Brasileiro de Vôlei de Praia- Open:2012-13[36]
- Etapa de Campinas do Circuito Brasileiro de Vôlei de Praia:2012-13[37]
- Etapa de Balneário Camboriú do Circuito Brasileiro de Vôlei de Praia- Open:2010[10]
- Etapa de João Pessoa do Circuito Brasileiro de Vôlei de Praia- Open:2008[6]
- Superpraia B:2014[47]
- Etapa de Fehmarn do Circuito Alemão de Vôlei de Praia:2009[5]
- Etapa de Cabo do Circuito Brasileiro Challenger de Vôlei de Praia:2016[55]
- Etapa de Maceió do Circuito Brasileiro Challenger de Vôlei de Praia:2012[21]
- Etapa de São Luís do Circuito Brasileiro Challenger de Vôlei de Praia:2012[20]
- Etapa de Aracaju do Circuito Brasileiro de Vôlei de Praia- Nacional:2016-17[67]
- Etapa de São José do Circuito Brasileiro de Vôlei de Praia- Nacional:2015-16[54]
- Etapa de São José do Circuito Brasileiro de Vôlei de Praia- Nacional:2013-14[42]
- Etapa de Campinas do Circuito Brasileiro de Vôlei de Praia- Nacional:2013-14[41]
- Etapa de Belo Horizonte do Circuito Brasileiro de Vôlei de Praia- Nacional:2012-13[28]
- Etapa de Goiás do Circuito Brasileiro de Vôlei de Praia- Nacional:2012-13[27]
- Etapa de João Pessoa do Circuito Brasileiro Challenger de Vôlei de Praia:2016[55]
- Etapa de Teresina do Circuito Brasileiro Challenger de Vôlei de Praia:2013[43]
- Etapa de Aracaju do Circuito Brasileiro Challenger de Vôlei de Praia:2013[44]
- Etapa da Teresina do Circuito Banco do Brasil  de Vôlei de Praia Regional:2013[45]
- Etapa da Ceará do Circuito Estadual Nacional de Vôlei de Praia:2012-13[26]
- Etapa da Paraíba do Circuito Estadual Nacional de Vôlei de Praia:2012-13[25]
- Etapa do Rio Grande do Norte do Circuito Estadual Regional de Vôlei de Praia:2012[23]
- Etapa de Alagoas do Circuito Estadual Regional de Vôlei de Praia:2012[22]
- Etapa do Ceará do Circuito Estadual Regional de Vôlei de Praia:2012[24]
- Etapa do Ceará do Circuito Estadual Regional de Vôlei de Praia:2011[13]
- Etapa do Ceará do Circuito Estadual Regional de Vôlei de Praia:2011[11]

## Premiações Individuais
[carece de fontes?]